# Fatigue
Fatigue — второй студийный альбом американского экспериментального мультинструменталиста L’Rain (её настоящее имя Taja Cheek) из Бруклина, изданный 25 июня 2021 года на лейбле Mexican Summer. Это её первая запись на этом лейбле. Fatigue основывается на экспериментальном композиционном подходе Чик, опирающемся на эклектичный набор жанров и использующем элементы полевой записи. В инструментальном плане ей помогают двадцать коллабораторов, которые предоставили в распоряжение пластинки клавинет, саксофон и многое другое.
После выхода Fatigue был встречен благоприятными и восторженными отзывами музыкальных критиков. Британский журнал The Wire назвал его лучшим альбомом года .

## История
Таджа Чик планировала назвать свою вторую пластинку Suck Teeth, потому что ей «нравилось, что в этом слове заключён очень чёрный звук неодобрения, досады и разочарования».

## Композиции
Fatigue («Усталость») имеет музыкальную основу в экспериментальной поп-музыке, а также в оркестровой поп-музыке. Тем не менее, альбом содержит разнообразные композиции, которые изменяют жанр. Эмбиент, госпел, джаз, постпанк, неосоул, R&B, шугейзинг, софт-рок и саунд-коллаж — все это было вплетено в собственную эстетику L’Rain.

## Отзывы
| Совокупная оценка    | Совокупная оценка |
| Источник             | Оценка            |
| -------------------- | ----------------- |
| AnyDecentMusic?      | 7.2/10            |
| Metacritic           | 86/100            |
| Оценки критиков      |                   |
| Источник             | Оценка            |
| AllMusic             | [ 10 ]            |
| Beats Per Minute     | 65%               |
| The Line of Best Fit | 8/10              |
| Paste                | 8.7/10            |
| Pitchfork            | 8.5/10            |
| Spectrum Culture     | 72%               |

Альбом получил положительные отзывы музыкальной критики и интернет-изданий. На сайте Metacritic, который присваивает нормализованный рейтинг из 100 баллов рецензиям основных критиков, альбом получил средний балл 86 на основе 7 профессиональных рецензий, что означает «благоприятные отзывы».

### Итоговые списки

#### Предваритаельные итоги
| Страна         | Публикация     | Работа       | Список                                           | Ранг | Ссылка |
| -------------- | -------------- | ------------ | ------------------------------------------------ | ---- | ------ |
| США            | Bandcamp Daily | Fatigue      | The Best Albums of Spring 2021                   | --   | [ 14 ] |
| США            | Paste          | Fatigue      | The 10 Best Albums of June 2021                  | --   | [ 15 ] |
| США            | Paste          | «Suck Teeth» | The 15 Best Songs of June 2021                   | --   | [ 16 ] |
| Великобритания | The Quietus    | Fatigue      | The Quietus Albums Of The Year So Far Chart 2021 | 31   | [ 17 ] |

#### Годовые итоговые списки
| Страна         | Публикация     | Работа     | Список                                       | Ранг | Ссылка |
| -------------- | -------------- | ---------- | -------------------------------------------- | ---- | ------ |
| США            | AllMusic       | Fatigue    | AllMusic Best of 2021                        | —    | [ 18 ] |
| США            | Bandcamp Daily | Fatigue    | Best of 2021: The Year’s Essential Releases  | —    | [ 19 ] |
| Великобритания | Crack Magazine | Fatigue    | The Top 50 Albums of the Year                | 20   | [ 20 ] |
| Великобритания | Our Culture    | Fatigue    | The 50 Best Albums of 2021                   | 10   | [ 21 ] |
| США            | Paste          | Fatigue    | The 50 Best Albums of 2021                   | 38   | [ 22 ] |
| США            | Pitchfork      | Fatigue    | The 50 Best Albums of 2021                   | 2    | [ 23 ] |
| США            | Pitchfork      | Fatigue    | The Best Jazz and Experimental Music of 2021 | —    | [ 24 ] |
| США            | Pitchfork      | «Find It»  | The 100 Best Songs of 2021                   | 26   | [ 25 ] |
| Великобритания | The Quietus    | Fatigue    | Quietus Albums Of The Year 2021              | 15   | [ 26 ] |
| Великобритания | Rough Trade    | Fatigue    | US Albums of The Year 2021                   | 9    | [ 27 ] |
| США            | Treble         | Fatigue    | The 50 Best Albums of 2021                   | 46   | [ 28 ] |
| США            | Treble         | «Two Face» | The 100 Best Songs of 2021                   | 13   | [ 29 ] |
| UK             | The Wire       | Fatigue    | Rewind: Top 50 Releases of 2021              | 1    | [ 30 ] |

## Список композиций
Слова и музыка всех песен — Taja Cheek.
| №                   | Название            | Длительность |
| ------------------- | ------------------- | ------------ |
| 1.                  | «Fly, Die»          | 2:00         |
| 2.                  | «Find It»           | 6:17         |
| 3.                  | «Round Sun»         | 0:21         |
| 4.                  | «Blame Me»          | 3:31         |
| 5.                  | «Black Clap»        | 0:26         |
| 6.                  | «Suck Teeth»        | 3:56         |
| 7.                  | «Love Her»          | 0:17         |
| 8.                  | «Kill Self»         | 1:51         |
| 9.                  | «Not Now»           | 0:10         |
| 10.                 | «Two Face»          | 4:06         |
| 11.                 | «Walk Through»      | 0:17         |
| 12.                 | «I V»               | 2:25         |
| 13.                 | «Need Be»           | 1:01         |
| 14.                 | «Take Two»          | 3:09         |
| Общая длительность: | Общая длительность: | 29:55        |